# Kordići
Kordići (en serbio: Кордићи) es un pueblo ubicado en el municipio de Bugojno, Bosnia y Herzegovina.

## Demografía
Según el censo de 2013, su población era 124 habitantes.
| Etnicidad | Número | Porcentaje |
| --------- | ------ | ---------- |
| Bosniaks  | 120    | 96.8%      |
| Croatas   | 4      | 3.2%       |
| Total     | 124    | 100%       |